# Павловка (Седельниковский район)
Павловка — деревня в Седельниковском районе Омской области. Входит в состав Голубовского сельского поселения.

## История
Основана в 1890 г. В 1928 г. состояла из 61 хозяйства, основное население — русские. В составе Вознесенского сельсовета Седельниковского района Тарского округа Сибирского края.

## Население
| 1926 | 2010 |
| ---- | ---- |
| 328  | ↘87  |